# Murina beelzebub
Murina beelzebub és una espècie de ratpenat de la família dels vespertiliònids. És endèmic del Vietnam (províncies de Gia Lai i Quảng Trị). El seu hàbitat natural són els boscos tropicals. Està amenaçat per la desforestació. A data de 2013, encara no se sap gaire cosa sobre la seva ecologia. Davant del perill, sol fugir, però si se sent acorralat es pot tornar molt ferotge.